# Associació per al Progrés de la Direcció
Associació per al Progrés de la Direcció és una associació empresarial creada el 1956 com a centre de formació, orientació i de contactes de directius d'empreses. Organitza fòrums, reunions, cursos pràctics i seminaris sobre assumptes d'empresa. Edita la revista Dirección y Progreso.